# IC 443
IC 443 è un resto di supernova situato nella costellazione dei Gemelli. Si crede che sia stato originato da una supernova esplosa in un periodo compreso fra 3000 e 30.000 anni fa, e che il nucleo della stella progenitrice responsabile di tale evento abbia formato la stella di neutroni CXOU J061705.3+222127. Si tratta di un oggetto molto studiato a causa della sua interazione con altre nubi molecolari.

## Caratteristiche

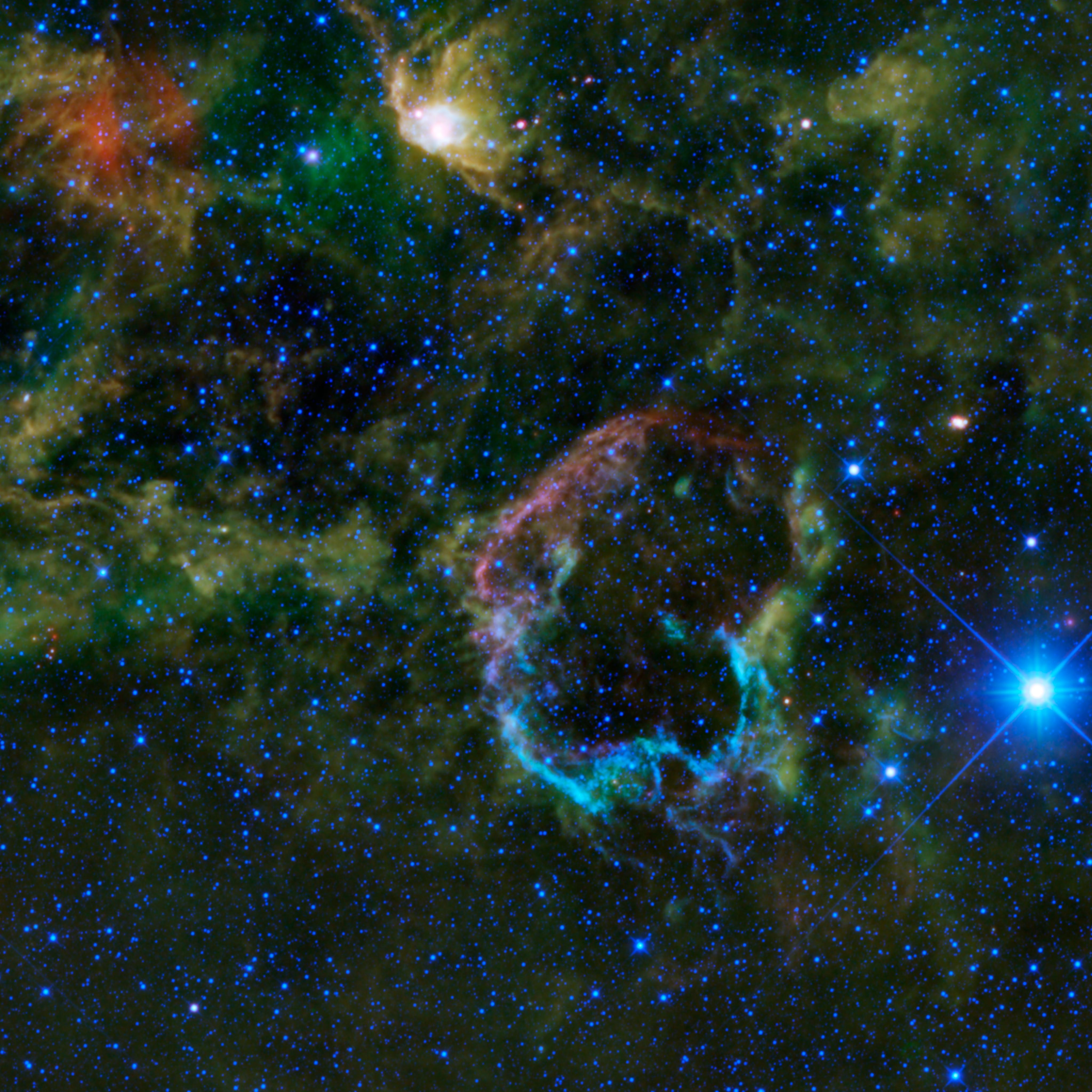
Immagine in falsi colori di IC 443. In blu i gas in espansione la cui emissione è dominata da atomi di ferro eccitati; nel tratto meridionale, in rosso, è prevalente l'emissione da idrogeno molecolare.

IC 443 possiede un diametro angolare di 50 minuti d'arco, che ad una distanza di 5.000 anni luce equivalgono ad una dimensione reale di circa 70 anni luce.
La nebulosa, sia nel visibile che nelle onde radio, possiede una forma a guscio, consistente in due metà con raggio e centro differenti; un terzo guscio nebuloso, inizialmente attribuito a IC 443, è ora riconosciuto come un resto di supernova più antico, forse di 100.000 anni, chiamato G189.6+3.3. L'età dell'oggetto resta incerta; c'è un certo accordo sul fatto che l'evento che creò la nebulosa sia avvenuto fra 3000 e 30.000 anni fa. Tramite le osservazioni condotte col Chandra X-ray Observatory e col XMM-Newton è stata identificata la pulsar nei pressi dell'anello meridionale.

## Ambiente
IC 443 si trova in direzione dell'anticentro galattico (l=189.1°), vicino al piano galattico (b=+3.0°). Molti oggetti si trovano in quest'area di cielo, come la regione HII S249, diverse stelle giovani appartenenti all'associazione Gem OB1 e resti di supernove più antichi (G189.6+3.3).
La nebulosa si evolve in un ambiente ricco e complesso, che influenza fortemente la sua morfologia; le osservazioni a più lunghezze d'onda condotte in quest'area di cielo mostrano la presenza di gradienti di forma e differenti geometrie di nubi.
Si sa che le stelle massicce hanno una vita relativamente breve (circa 30 milioni di anni) e che terminano la loro vita quando ancora si trovano all'interno della nube progenitrice; le stelle più massicce (stelle di classe O) illuminano l'ambiente circostante con il loro potente vento stellare. Le stelle di tipo B, con una massa tipica compresa fra 8 e 12 masse solari, non sono in grado di spazzare l'ambiente circostante con la loro radiazione e quando esplodono come supernovae interagiscono con l'ambiente circostante. Dunque non sorprende il fatto che IC 443 si trovi circondata da altri complessi nebulosi di grossa entità; in effetti, una buona parte dei resti di supernova noti si trovano nelle vicinanze di questi complessi nebulosi (circa 50 dei 265 resti riportati nel Green Catalogue), e molti di questi (circa il 60%) mostrano chiari segni di interazione con una nube circostante.
Le immagini ottiche e a raggi X sono caratterizzate da una linea scura, che incrocia IC 443 da nord-ovest a sud-est; l'emissione da gas molecolare quiescente è stata osservata nella stessa direzione, ed è probabilmente dovuta alla presenza di una nube molecolare gigante, posta fra noi e il resto di supernova.

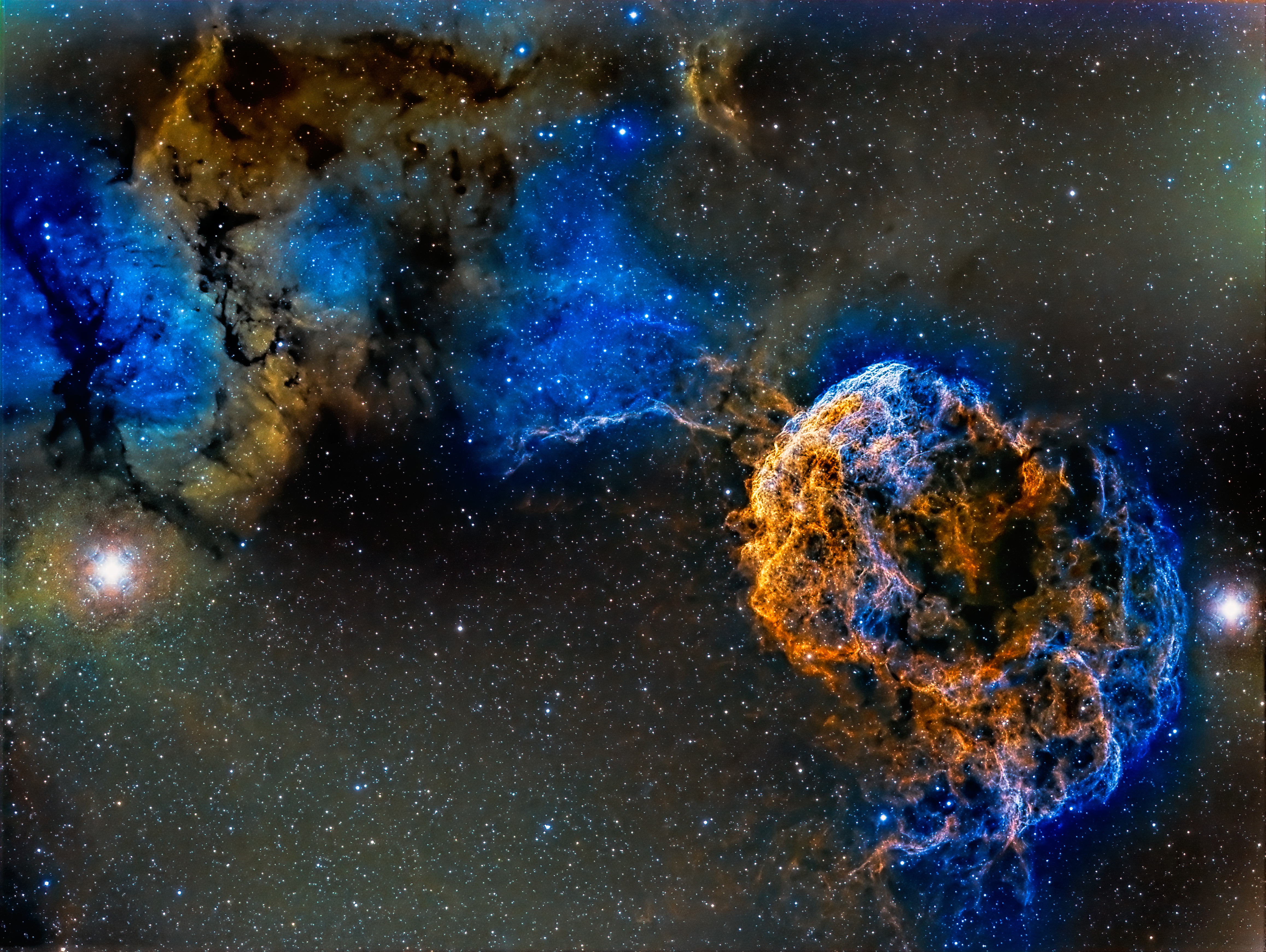